# Depazea vagans
Depazea vagans är en svampart som först beskrevs av Elias Fries, och fick sitt nu gällande namn av Elias Fries 1849. Depazea vagans ingår i släktet Depazea och familjen Gnomoniaceae.   Inga underarter finns listade i Catalogue of Life.